# Marie Myriam
Marie Myriam  (n. Myriam Lopes, 8 mai 1957, Braga, Portugalia) este o interpretă franceză cu origini portugheze. A câștigat Concursul European de Muzică Eurovision din 1977 reprezentând Franța, cu cântecul L`oiseau et l`enfant (din franceză Pasărea și copilul).